# Burgau
Pour les articles homonymes, voir Burgau (homonymie).
Burgau est une ville d'Allemagne sur la rivière Mindel située dans le Land de Bavière et dans la région de la Souabe.
Au Moyen Âge, Burgau est, à partir de 1212, un margraviat du Saint-Empire romain germanique.